# Новая европейская живопись
Новая европейская живопись (англ. New European Painting) — течение современного искусства, появившееся в 1980-х годах и достигшее критической точки в 1990-х годах. Картины новой европейской живописи создают новый диалог между историческим архивом- фотографиями и американской абстракцией и формой.

## Специфика течения
Отказавшись от идей Возрождения, от академических правил, новая европейская живопись стала развитием искусства дорафаэлитов, пожелала «сама видеть».
Крупные новые европейские художники этого направления иллюстрируют в своём творчестве сильные связи с болезненной личной и общей историей, памятью и забвением, жизнью в тени Второй мировой войны, исследуют новые и старые материалы, фотографии и масляную живопись.Это восстановительный вид абстракции и конфигурации, который связан с параллельной практикой превращения в искусство личных и исторических фотографических архивов с использованием новых медиа, например, ксероксов. Новая европейская живопись тесно связана с другим направлением— лирической абстракцией.

### Представители[6]:
- Герхард Рихтер
- Зигмар Польке
- Ансельм Кифер
- Браха Л.Эттингер
- Розмари Трокель
- Альберт Оэлен
- Люк Тейманс
- Daniel Sambo-Richter
- Вильгельм Сасналь
- Rafal Bujnowski
- Nemamja Vuckovic

Зигмар Польке

Сразу после Лондонской выставки новая европейская живопись пошла нарасхват у влиятельных арт-дилеров. Летом и осенью 1981 г. немцы последовали за итальянцами в Нью-Йорк, затем прошли персональные выставки Георга Базелица, Ансельма Кифера, Маркуса Люперца, Райнера Феттинга и Бернда Зиммера, которые были встречены аплодисментами, и вослед им явились Йорг Иммендорф, А. Р. Пенк, Франц Хитцлер, Троэльс Вёрсель и прочие.
Влиятельные выставочные залы Европы: галерея Майкла Вернера в Кёльне, музей Фольксванг в Эссене, Кюнстхалле в Гамбурге, галереи Джиан Энцо Спероне в Риме и Конрада Фишера в Дюссельдорфе — все организовали показ работ представителей нового направления. В числе новейших веяний времени была, в частности, лазерная гравировка, которую очень эффектно использовали некоторые авторы.
Несмотря на единство течения, каждый художник по-разному работает с «памятью» или фотографиями. Течение новой европейской живописи часто имеет определённую связь с личным послевоенным опытом художников. Например, Ансельм Кифер родился под последними бомбёжками Второй Мировой, а Холокост для художника стал воплощением настоящей катастрофы.
«Чувствуется радость освобождения, — заметил историк Роберт Розенблюм, описывая новый эстетический пакт между Германией и США, — словно яркий мир мифов и воспоминаний, в котором плавятся формы и спекаются цвета, выбрался из-под спуда ограничений, сковывающих самое мощное искусство десятилетия».

### Некоторые работы художников Новой европейской живописи

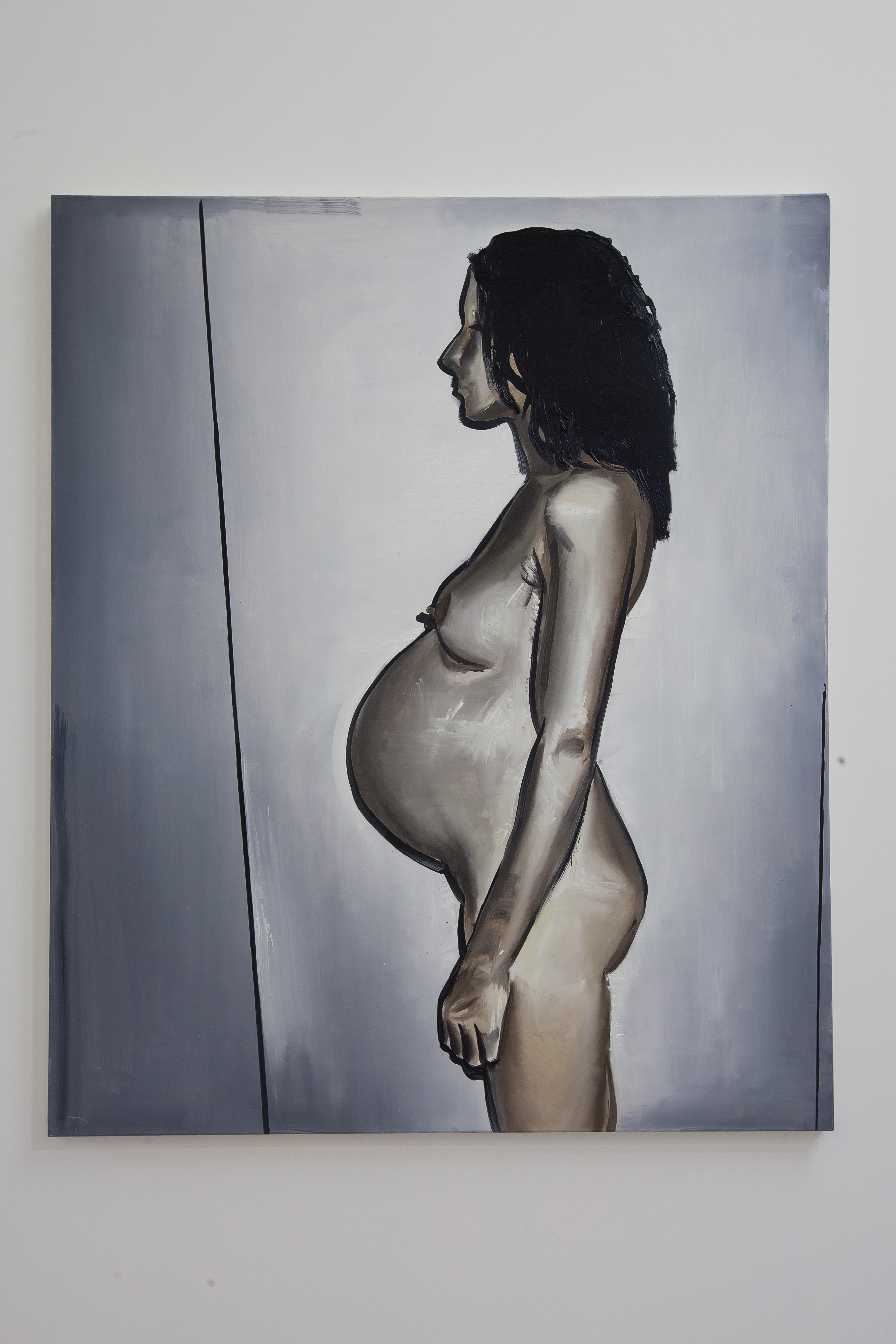
Вильгельм Сасналь. Анка (2010)
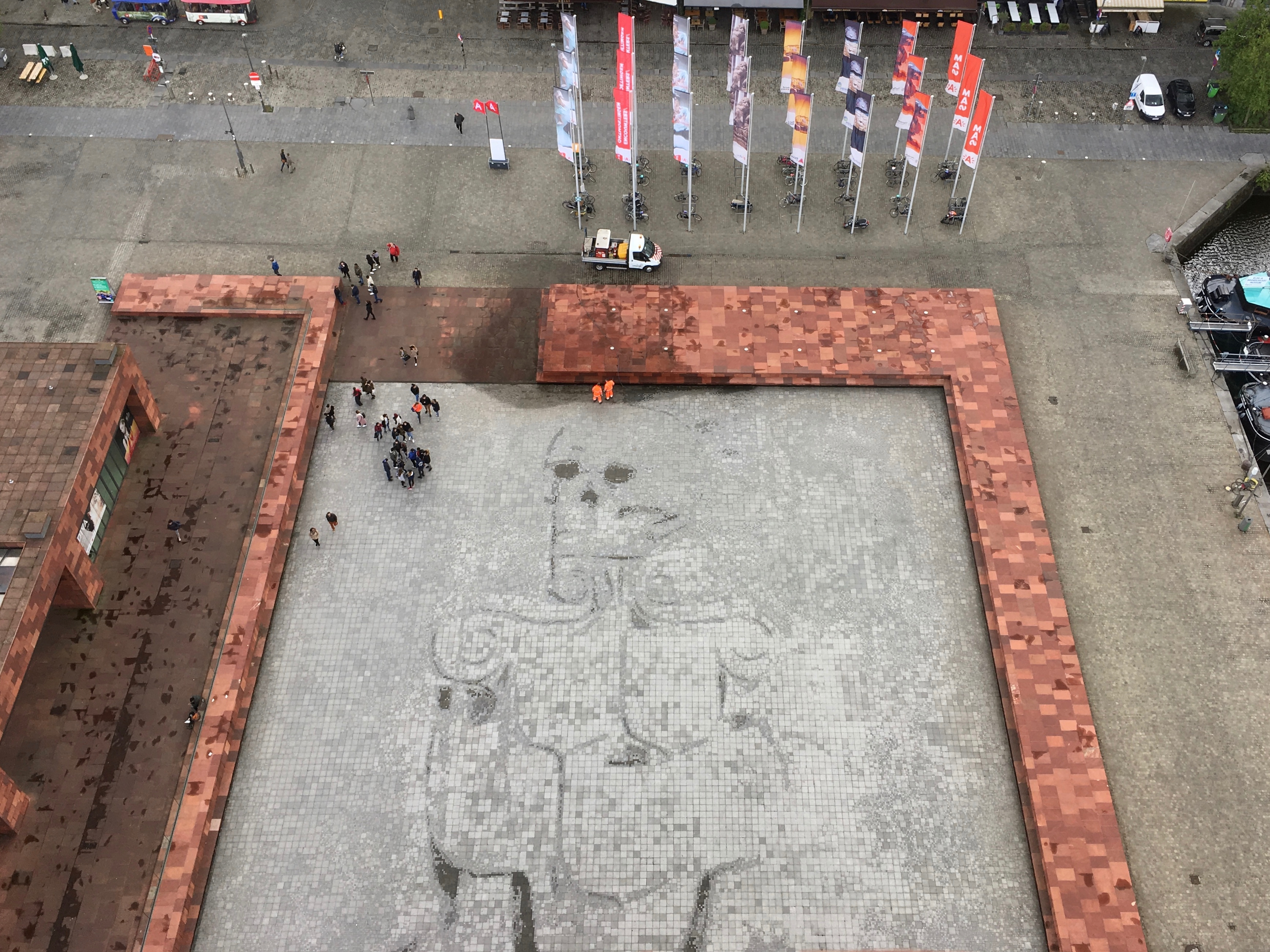
Люк Тёйманс, Мертвый череп, площадь перед музеем MAS.
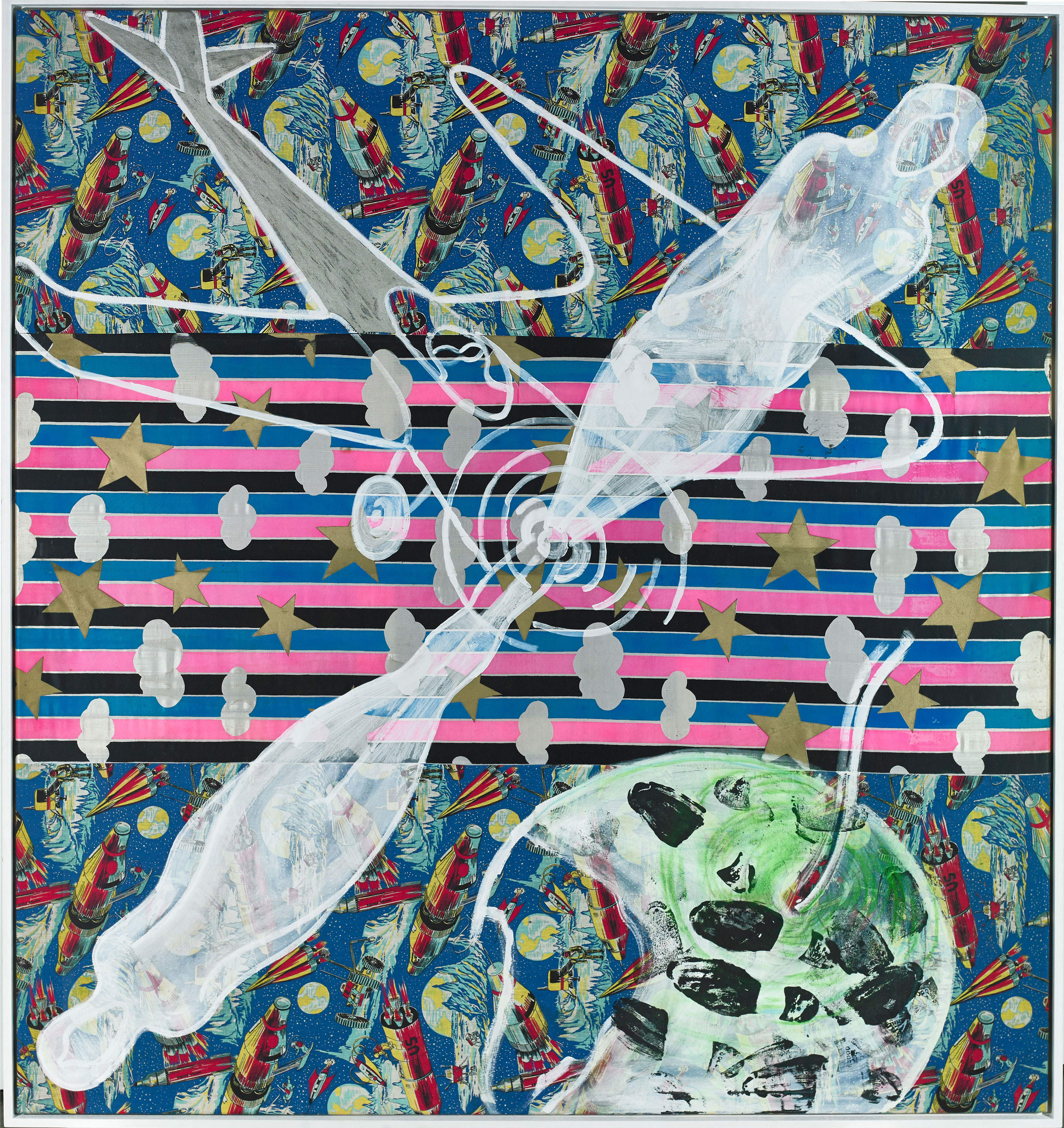
Зигмар Польке, Женщина Пропеллера (Propellerfrau)